# Dub
Dub – technika przetwarzania nagrań muzycznych (głównie z gatunku reggae), eksponująca zwłaszcza sekcję rytmiczną (bębny, bas), powstała na Jamajce w latach siedemdziesiątych XX w. Obejmuje zarówno przetwarzanie muzyki na żywo (przez realizatorów dźwięku, tzw. dubmasterów), jak i nagrania studyjne. Technika dub skupia się na wybranym elemencie nagrania, który w wersji oryginalnej pozostaje na dalszym planie. Z reguły w nagraniu dub pomija się oryginalny wokal. Czasem jest on wykorzystywany jako podkład do toastingu.
Współcześnie dub stał się też osobnym gatunkiem muzycznym, obejmującym głównie nagrania instrumentalne, oparte przede wszystkim na transowym brzmieniu basu i perkusji, zmodyfikowanym przez efekty akustyczne (np. delay, reverb), nadającym im charakterystyczną dla muzyki dub głębię oraz pogłos.